# خليفة اي (شبانكارة)
خليفة اي (بالفارسية: خلیفه‌ای) هي قرية تقع في إيران في قسم شبانكارة الريفي. يقدر عدد سكانها بـ 1,225 نسمة .